# Casteller (vino)
Il Casteller è un vino DOC la cui produzione è consentita nella provincia di Trento.

## Caratteristiche organolettiche
- colore: rosso rubino più o meno intenso.
- odore: vinoso con leggero profumo gradevole.
- sapore: asciutto o leggermente amabile o amabile, armonico, vellutato, gradevole.

## Produzione
| Provincia | stagione | volume ettolitri |
| --------- | -------- | ---------------- |
| Trento    | 1990/91  | 63321,48         |
| Trento    | 1991/92  | 52026,89         |
| Trento    | 1992/93  | 41942,88         |
| Trento    | 1993/94  | 35955,5          |
| Trento    | 1994/95  | 38242,07         |
| Trento    | 1995/96  | 22874,5          |
| Trento    | 1996/97  | 26264,49         |